# Estádio da Academia Militar do Cairo
O Estádio da Academia Militar do Cairo (em árabe: إستاد الكلية الحربية بالقاهرة) é um estádio multiuso localizado no Cairo, capital do Egito. Inaugurado em 1989 e de propriedade do Exército Egípcio, responsável pela sua construção, o estádio já foi uma das sedes oficiais do Campeonato Africano das Nações de 2006 e da Copa do Mundo FIFA Sub-20 de 2009, realizadas no país. Além disso, é a casa onde o Zamalek manda seus jogos oficiais por competições nacionais. Esporadicamente, o Al-Ahly também manda partidas ali quando o Estádio Internacional do Cairo encontra-se ocupado, sediando outros eventos. Conta com capacidade máxima para 28 500 espectadores.